# エリザベス・ストローム
エリザベス・ストローム または エリザベート・ストローム （Elisabeth Strohm, 1922年2月2日 - ) は、西ドイツから来日していたルーテル教会の宣教師である。大阪市西成区の釜ヶ崎(あいりん地区)で20年にわたって奉仕と社会福祉の活動に従事した。

## 人物
来日まで
1922年2月2日、南ドイツのヴュルテンベルク州フーラーインハイム村に生まれる。
ストロームが5歳から12歳の約7年間、両親は刑務所を出た人の社会復帰を助けるための施設「ハーフウェイハウス」を運営していた。長女のストロームは10人兄弟の最年長で、小さい時から弟妹の世話をしなければならなかったと著書で回想している。
1940年に家族と共にドイツ東部のブレスラウの町に引っ越す。1945年1月のソ連軍侵攻の時、母親や弟妹と共に南ドイツの母の故郷に避難する。
1947年－1950年、リーベンツェルの聖書学院に学び、学院から派遣されて、売春婦の更生活動をしていた団体「ミッドナイト・ミッション」（「夜の伝道」という意味）を手伝う。途中で学校を変わり、マルヒェの聖書学院を1952年に卒業する。
来日後の10年
1953年（昭和28年）11月、「ミッドナイト・ミッション」から派遣されてルーテル教会の宣教師として来日。最初の10年間はミッドナイト・ミッションの活動に従事するが、赤線など、ドイツと異なる日本の社会の仕組みのため、うまくいかないと感じていた。
釜ヶ崎での20年
自分が志す活動、ディアコニアと社会福祉活動の地を求めて日本各地のルーテル教会を訪ねるうちに、1963年（昭和38年）、大阪の日雇い労働者の町、釜ヶ崎を案内されて自分の目で見、ここで活動することを決める。翌1964年（昭和39年）秋に山王町3丁目、六軒長屋に入居、頼まれて幼児を預かり始め、これがのちの保育所「西成ベビーセンター」ともととなる。同じ釜ヶ崎で医療活動にあたっていた医師の本田良寛は、地区の外れで子どもたちを預かっているストロームをのことを親しみを込めて「けったいな青い目のおばはん」と書いている。
1967年（昭和42年）、釜ヶ崎での活動を続けるには「きゅうくつ」だったミッドナイトミッションを辞め、西ドイツのブラウンシュヴァイク・ランデスキルに所属となる。
やがて釜ヶ崎で活動する日本基督教団の金井愛明牧師、暁光会の谷安郎、愛徳姉妹会のシスター・カタリーナ、フランシスコ会のハインリッヒ神父らと知り合いになりゆるやかに協力しあっての活動が始まる。1970年11月、超教派（エキュメニカル）で「釜ヶ崎協友会」を結成し、様々な隣保事業に取り組む。
1973年ごろから釜ヶ崎のアルコール依存症の問題に取り組み、1975年には断酒会「むすび会」を始める。
アルコール依存症患者が病院から退院したときに受け入れられる家、「ハーフウェイ・ハウス」として「喜望の家」を作り、セラピーやカウンセリング、共同生活を行う。喜望の家は断酒支援活動だけでなく、協友会の活動など、様々な地域と労働者の支援のための活動にも利用された。1979年12月、喜望の家の購入のための借入金返済がようやく終わる。
ドイツへの帰国
1980年2月、肺炎から丹毒になって3週間の入院。治って退院した後もそれまでのような活動が思うに任せなくなる。61歳でドイツの老齢年金の受給資格が得られるはずと考え、ドイツへの帰国を決意。1983年、日本での活動を終えて西ドイツへ帰国した。
帰国を報じた新聞記事は、ストロームを「釜ヶ崎のお母ちゃん」ともよばれたと紹介した。
ドイツに帰国後は、ブラウンシュヴァイクの家でひとり暮らす。1984年、日本での経験について日本基督教団出版局から執筆を依頼され、編集者や知人らの協力を得て1988年『喜望の町　釜ヶ崎に生きて二〇年』を刊行。

### 釜ヶ崎での活動
- ベビーセンター、学童保育、母の会
- 地域食堂、食堂今宮、わかや食堂
- 断酒活動、断酒サークル「むすび会」
- 釜ヶ崎キリスト教協友会での活動、「越冬」支援ほか

ストロームがかかわった活動は、その帰国後も釜ヶ崎の地に残る。かつての幼児保育、学童保育は、ルーテル教会は財政難で手を引いたため、現在は社会福祉法人ストローム福祉会によりＥ・ストローム記念山王こどもセンターが児童館として運営されている。喜望の家は日本福音ルーテル教会の釜ヶ崎ディアコニア(奉仕)･センターとして引き継がれている。
また、釜ヶ崎キリスト教協友会は「労働者の立場に立った取り組み」を幅広く続けている。　

### 略歴
- 1922年2月2日、ヴィルテンベルク州フーラーインハイム村に生まれる。[2]
- 1950年ごろ、ミッドナイト・ミッションの活動に従事[5]。
- 1952年、聖書学院を卒業する[3]。
- 1953年（昭和28年）、ミッドナイト・ミッションからルーテル教会宣教師として来日[2]
- 1961年、釜ヶ崎暴動
- 1963年（昭和38年）、釜ヶ崎を案内されて自分の目で見、そこで宣教師として働くことを志す。
- 1964年（昭和39年）、山王町の家に入居[7]、ほどなく頼まれて幼児を預かりはじめる[2]。
- 1967年（昭和42年）、ミッドナイトミッションを辞め、ブラウンシュヴァイク・ランデスキルに所属となる[5]。
- 1970年11月、超教派（エキュメニカル）で「釜ヶ崎協友会」が結成される[5]。
- 1971年、釜ヶ崎で食堂今宮を開く。
- 1972年、ベビーセンターの家を買う。
- 1973年ごろから釜ヶ崎のアルコールの問題に取り組み始める[13]。
- 1975年、断酒サークル「むすび会」が始まる[13]
- 1976年、喜望の家を開設[13][17]。
- 1977年、日本福音ルーテル教会の重野牧師が家族と共に地域に入って活動を共にできるようになる[5]。
- 1980年2月、病気で3週間の入院[5]。
- 1983年、61歳で西ドイツに帰国[5][1]

## 著書
- エリザベス・ストローム『釜ヶ崎はワタシの故郷』教文館　1972年（昭和47年）
- エリザベート・ストローム『喜望の町　釜ヶ崎に生きて二〇年』日本基督教団出版局　1988年

共著
- 福井達雨、エリザベス・ストローム『神様が笑った』（福井達雨との対談）柏樹社　1982年

## 参考資料
- 「（ひと欄）あいりん地区で福祉活動を続けるドイツ人女性宣教師　エリザベス・ストローム」朝日新聞1983年1月4日
- 「日本での活動終えて西ドイツへ帰国　宣教師エリザベス・ストロームさん」読売新聞1983年5月9日夕刊